# Zosimos (historiker)
Zosimos var en bysantinsk historiker, men advokat till yrket, som levde i Konstantinopel under kejsar Anastasius I:s regeringstid (491-518). Han var en hedning, men hans historieverk har relevans för frågor om kristendomens tidigaste historia.
Zosimos är författare till en ännu mestadels bibehållen romersk kejsarhistoria i sex böcker, Historia Nova. Den omfattar tiden från kejsar Augustus till år 410. Hans syfte är att framställa de orsaker som medfört Romerska rikets fall, och han finner dessa orsaker till stor del i att den gamla religionen övergivits och genom den överhandtagande kristendomens upplösande inverkan. 
För övrigt utmärker Zosimos sig genom en klar framställning som påminner om hans förebild Polybios. I de första böckerna synes han ha hämtat stoff från de äldre historikerna Dexippos, Eunapios, och Olympiodoros av Thebe; det är dock främst för de två sista böckerna som han vanligen används som källa. I dessa behandlar han tiden mellan 395 och 410.